# Gmina Göteborg
Gmina Göteborg (lub miasto Göteborg; szw. Göteborgs kommun alt. Göteborgs stad) – gmina w Szwecji, w regionie Västra Götaland, z siedzibą w Göteborg.
Pod względem zaludnienia Göteborg jest 2. gminą w Szwecji. Zamieszkuje ją 481 410 osób, z czego 50,72% to kobiety (244 189) i 49,28% to mężczyźni (237 221). W gminie zameldowanych jest 40 662 cudzoziemców. Na każdy kilometr kwadratowy przypada 1074,58 mieszkańców. Pod względem wielkości gmina zajmuje 184. miejsce.